# 昌平东关站
昌平东关站，是一个位于中国北京市昌平区城北街道府学路、昌崔路、水库路、龙水路交叉口，属于北京地铁昌平线的地铁车站。该站于2015年12月26日随昌平线二期开通而投入使用，现由北京市地铁运营有限公司第四分公司运营。

## 概况
车站位于北京市昌平区城北街道，老城区东部府学路－昌崔路（东西向）与水库路－龙水路（南北向）交汇处的原东关环岛处，大致呈东西走向布置。车站因原址的东关环岛而得名。
车站于2015年1月封顶，2015年12月26日开通。

## 结构
车站为地下二层车站，地下一层为站厅层，地下二层为站台层。岛式站台布置，站台宽12米，中部有2组通向站厅的扶梯。车站结构全长189.4米，标准段宽20.7米，覆土厚3.8米。

### 站台结构图
| 地面 |                    | 出入口                           |  |  |
| B1层 | 昌平线站厅         | 客服中心、自动售票机、进出站闸机 |  |  |
| B2层 |                    | 昌平线 往昌平西山口 （昌平）     |  |  |
|      | 岛式站台，左侧开门 |                                  |  |  |
|      |                    | 昌平线 往蓟门桥 （北邵洼）       |  |  |

## 出入口
车站共有4个出入口，直梯位于B口与D口。
|                       |                |                                                |      |            |
| 编号                  | 指示           | 建议前往的目的地                               | 照片 | 无障碍设施 |
| 出口 · A              | 水库路（西侧） | 府学路（北侧）、建安里小区                     |      | 不適用     |
| 出口 · B · 升降机标志 | 水库路（东侧） |                                                |      |            |
| 出口 · C              | 昌崔路（南侧） | 龙水路（东侧）、金隅嘉和园、畅椿园、滨河幼儿园 |      | 不適用     |
| 出口 · D · 升降机标志 | 龙水路（西侧） | 府学路（南侧）、福地家园、昌平金五星商城       |      |            |
| 註： 設有             |                |                                                |      |            |

## 车站周边
- 昌平区图书馆
- 昌平区博物馆
- 北京市昌平区城北街道办事处
- 中国石油大学（北京）
- 中国政法大学昌平校区